# Atolón

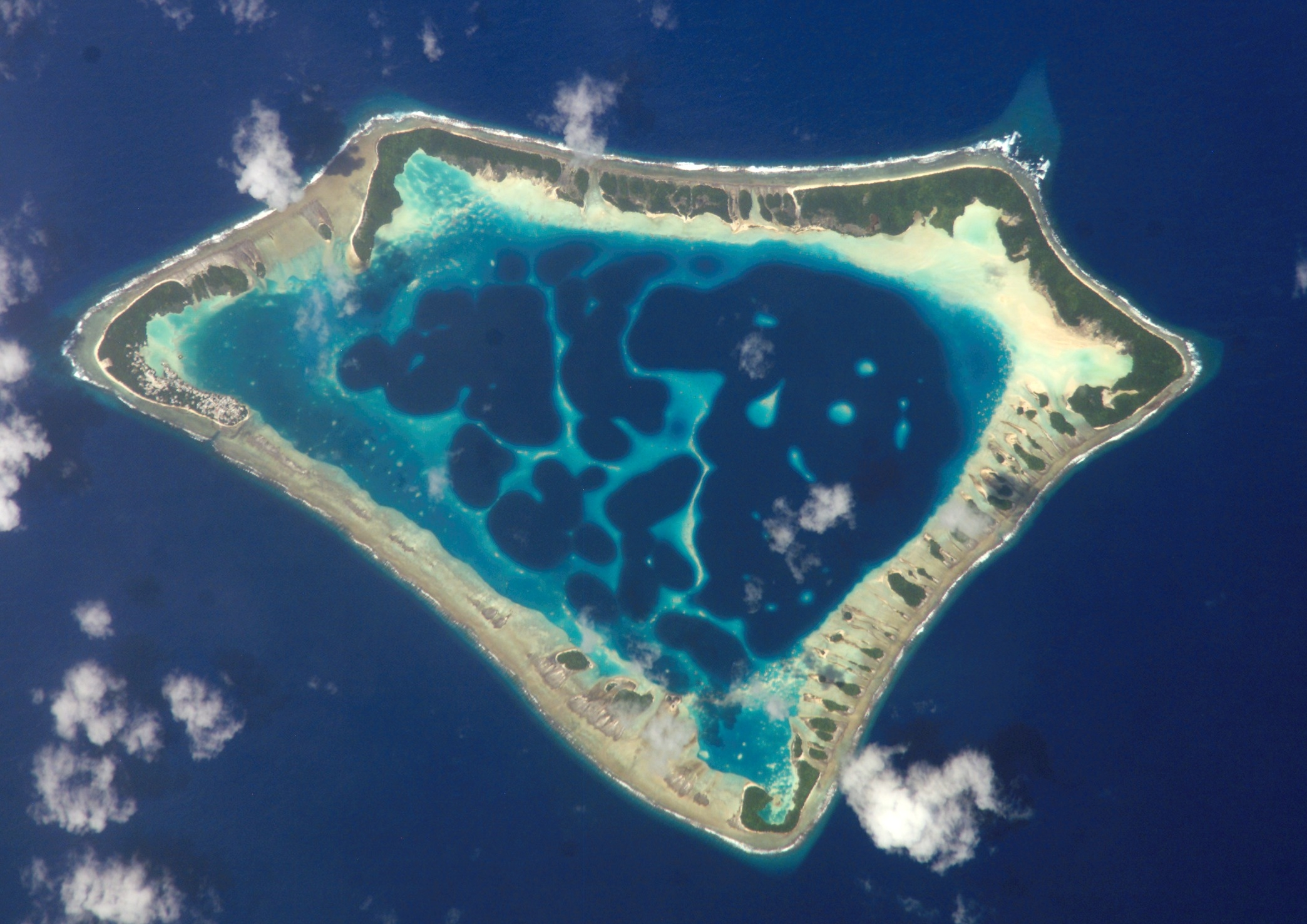
Los islotes de Atafuen el archipiélago de Tokelau, océano Pacífico.

Un atolón es una isla coralina oceánica, por lo general con forma de anillo más o menos circular, o también se entiende como el conjunto de varias islas pequeñas que forman parte de un arrecife de coral, con una laguna interior que comunica generalmente con el mar. Los atolones se forman cuando un arrecife de coral crece alrededor de una isla volcánica, a medida que la isla se va hundiendo en el océano. Debido a que es una isla mayormente formada por coral, que forma un hábitat favorable para la vida oceánica, la diversidad de peces que la habitan es considerablemente grande. La mayor parte de ellos se encuentra en el océano Pacífico aunque también se encuentran algunos en el océano Índico; y, solamente en el mar Caribe, unas pocas en el océano Atlántico. Cabe destacar que estas últimas se encuentran cercanas a la costa. Hay algunos que tienen una isla en medio, como Bora Bora, y Wallis, por lo que pueden ser considerados como islas/atolones.
Un modelo alternativo para el origen de los atolones, denominado modelo kárstico antecedente, fue propuesto por primera vez por J. E. Hoffmeister, revisado posteriormente por E. G. Prudy, y evaluadas y modificadas utilizando una compilación de datos de reflexión sísmica y de sondeos de varios atolones por A. W. Droxler y otros. En el modelo kárstico antecedente, el primer paso en la formación de un atolón es el desarrollo de un arrecife de coral de cima plana, similar a un montículo, durante el hundimiento de una isla oceánica de origen volcánico o no volcánico por debajo del nivel del mar. Entonces, cuando el nivel relativo del mar desciende por debajo del nivel de la superficie plana del arrecife de coral, éste queda expuesto a la atmósfera como una isla de cima plana que se disuelve por las precipitaciones para formar karst calizo. Debido a las propiedades hidrológicas de este karst, la tasa de disolución del coral expuesto es más baja a lo largo de su borde y la tasa de disolución aumenta hacia el interior hasta su máximo en el centro de la isla. Como resultado, se forma una isla en forma de platillo con un borde elevado. Cuando el nivel relativo del mar vuelve a sumergir la isla, el borde proporciona un núcleo rocoso en el que el coral vuelve a crecer para formar las islas de un atolón y el fondo inundado del platillo forma la laguna dentro de ellas.

## Uso
La palabra atolón proviene del dhivehi (una lengua indoaria hablada en las Maldivas) އަތޮޅު atholhu. El primer registro escrito de esta palabra es de 1625. Sin embargo, el término fue popularizado por Charles Darwin (1842, p. 2), quien describió atolón como un subconjunto en una clase especial de islas, cuya característica distintiva es la presencia de un arrecife orgánico. Definiciones más modernas de atolón son las de Fairbridge (1950), que lo define como un  arrecife de forma anular que incluye una laguna en el centro y la de Patrick D. Nunn que da una buena explicación de la formación de los atolones aunque algo contradictoria ya que señala que se deben al hundimiento de los antiguos volcanes-islas para señalar luego que se deben al aumento del nivel del mar, siendo este aumento una consecuencia del propio hundimiento de los relieves volcánicos.

## Formación de un atolón

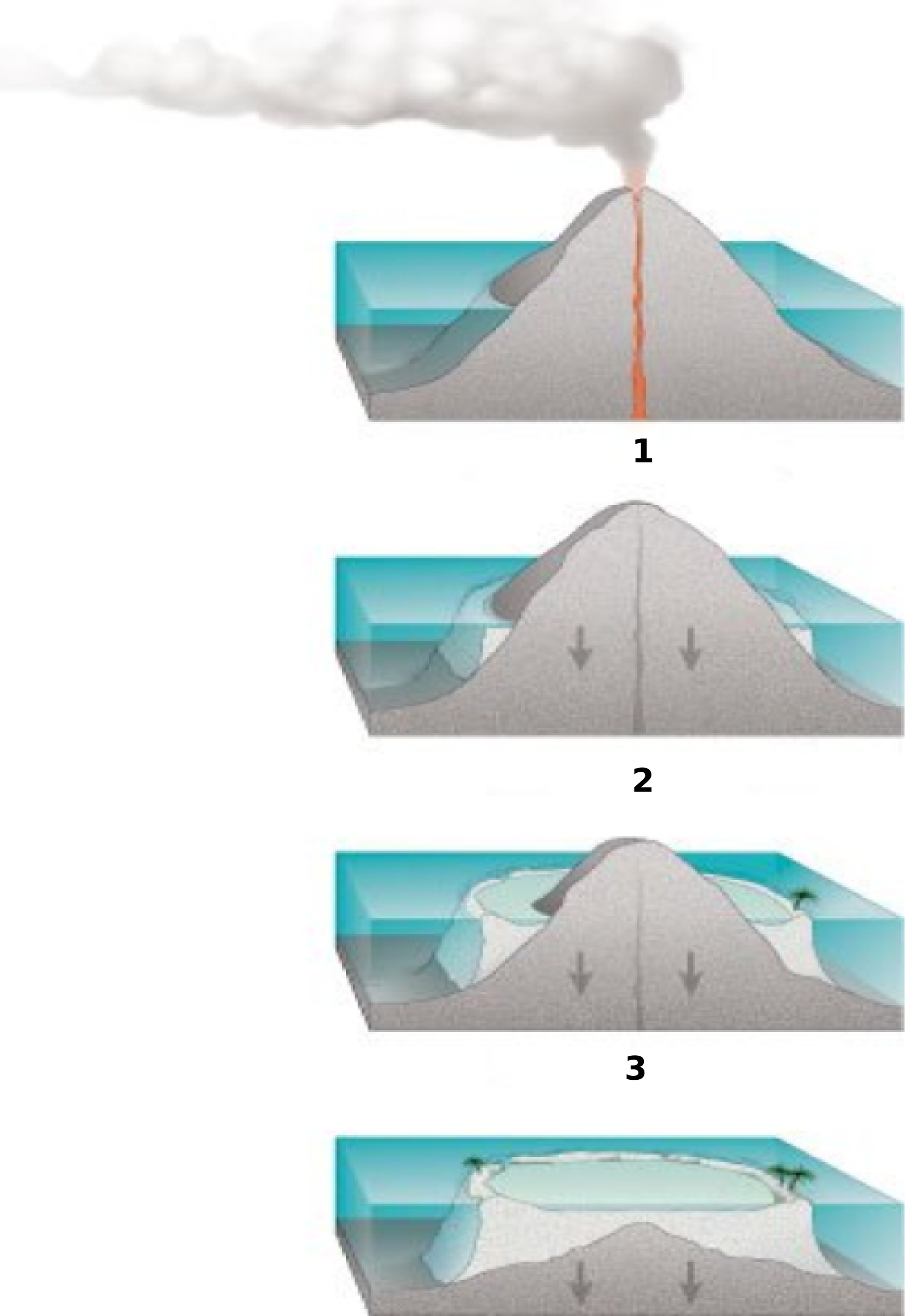
Esquemas que muestran el proceso dinámico de formación de un atolón coralino. Los corales (representados en blanco) crecen alrededor de una isla volcánica oceánica, formando un arrecife anular. Cuando se produce subsidencia del fondo marino o elevación del nivel del mar, la isla se va sumergiendo a la vez que el arrecife va creciendo. Finalmente la isla desaparece debajo del nivel del agua, dejando un anillo de coral con una laguna en su interior. Este proceso de formación de un atolón puede llevar hasta unos 30 000 000 años.

Darwin publicó una explicación de la formación de atolones de coral en el Pacífico Sur (1842) basada en las observaciones hechas durante su viaje de cinco años a bordo del HMS Beagle (1831-36). Su explicación, que sigue siendo aceptada como básicamente correcta, implica la consideración de que varios tipos de islas tropicales —empezando por las islas volcánicas más elevadas, continuando con los arrecifes de barrera, y terminando con los atolones— representan una secuencia de subsidencia (hundimiento) gradual de lo que comenzó como un cono volcánico oceánico. Darwin razonó que un arrecife de coral desarrollado alrededor de una isla volcánica en el océano tropical, crecerá hacia arriba a medida que la isla se hunde, formando tarde o temprano un gran arrecife coralino, como el representado, por ejemplo, por Bora Bora. Esto ocurre porque la parte externa del banco se mantiene por sí misma próxima al nivel del mar por su crecimiento biótico, mientras la parte interior del banco se rezaga en su crecimiento, dando lugar a una laguna, porque las condiciones en el interior son menos favorables para los corales y las algas calcáreas, responsables de la mayor parte de crecimiento del arrecife. Durante ese proceso, el hundimiento lleva al viejo volcán a encontrarse por debajo del nivel del mar, pero no así a los bancos de coral, que no dejan de crecer mientras la isla se hunde, manteniendo la máxima actividad biológica donde las condiciones le son óptimas, al ras del agua. Al llegar a este punto, la isla que nació como un cono volcánico, se ha convertido en un atolón, una isla coralina de forma anular. En islas coralinas antiguas, la lucha entre el hundimiento y el crecimiento del coral hacia arriba se interrumpe cuando el ritmo de ese hundimiento supera con creces la velocidad de crecimiento del coral fuera del agua. Ello sucede cuando la erosión actúa con mayor intensidad rebajando la superficie coralina por debajo de la acción directa de los rayos solares, lo que pone en peligro su propia existencia como isla.
Como los atolones son producto del crecimiento de organismos marinos tropicales, estas islas sólo se encuentran en aguas cálidas en los trópicos. Islas volcánicas ubicadas más allá de las zonas donde la temperatura del agua es la adecuada para el crecimiento de los organismos marinos que forman los corales, se hunden y son erosionadas en la superficie. Una isla que se ubica donde la temperatura del océano es apenas lo suficientemente caliente para el crecimiento del anillo coralino ascendente para compensar el hundimiento se dice que está en el Punto de Darwin. Las islas más polares se desarrollan hacia montañas marinas o guyots; las islas más ecuatoriales se desarrollan hacia atolones (por ejemplo atolón Kure).
Reginald Aldworth Daly ofreció una explicación algo diferente de la formación de un atolón: los mismos serían islas desgastadas por la erosión (olas marinas y corrientes oceánicas) durante el último retiro del nivel del mar (ocurrido en la era glacial) de aproximadamente 100 metros por debajo del nivel actual del mar que se desarrollaron como islas coralinas (atolones) (o arrecifes coralinos sobre una plataforma que rodea una isla volcánica no completamente desgastada) cuando el nivel del mar gradualmente se elevó al derretirse los glaciares. El descubrimiento de la gran profundidad del remanente volcánico bajo muchos atolones, favorece la explicación de Darwin, aunque pueda haber poca duda que el nivel fluctuante del mar ha tenido una influencia considerable sobre los atolones.

## Distribución y tamaño

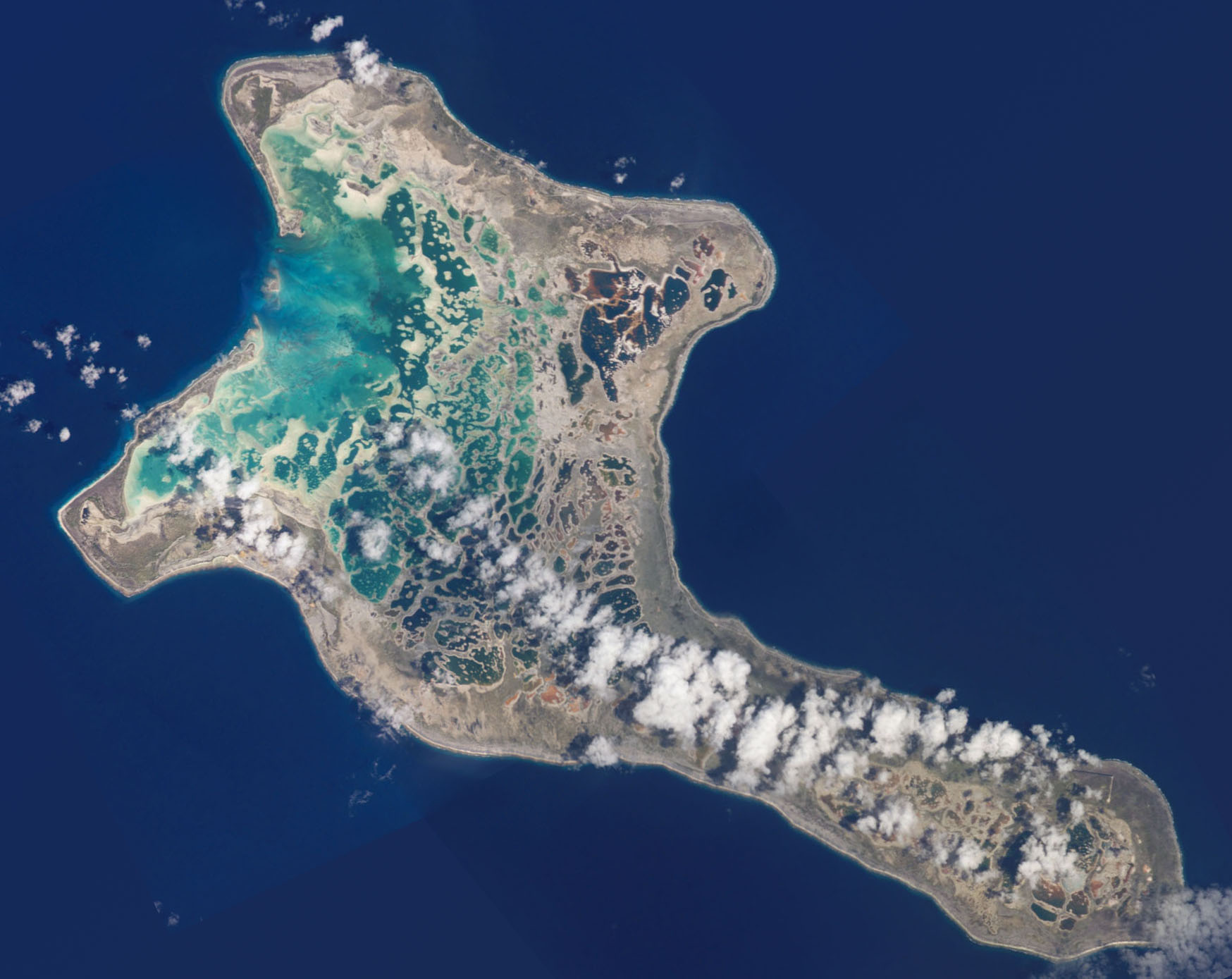
Kiritimati, el atolón con mayor superficie terrestre.

La mayor parte de los principales atolones del mundo están en el océano Pacífico (con concentraciones en el archipiélago Tuamotu, las islas Carolinas, Marshall, Mar de Coral, y los grupos de isla de Kiribati y Tuvalu) y en el océano Índico (los atolones de las Maldivas, las islas Laquedivas, el archipiélago de Chagos y las islas externas de las Seychelles).
En el océano Atlántico se encuentra el atolón de las Rocas, perteneciente a Brasil. En el Caribe, que puede considerarse como una parte del Atlántico, se ubican ocho atolones (Alburquerque, Bajo Nuevo, Quitasueño, Roncador, Serrana, Serranilla...) del Departamento Archipiélago de San Andrés y Providencia al noroeste de Colombia cerca a las costas nicaragüense. También Venezuela posee numerosas islas coralinas y el archipiélago de Los Roques constituye un extenso atolón cuyo relieve de origen volcánico ha venido hundiéndose hasta sólo dejar vestigios rocosos, precisamente en la isla más oriental, el Gran Roque.
Como nota, los corales que construyen arrecifes pueden prosperar solo en las aguas calientes tropicales y subtropicales de océanos y mares, y por lo tanto los atolones sólo son encontrados en los trópicos y subtrópicos. El atolón más septentrional del mundo es el atolón Kure en 28°24′N 178°20′O / 28.400, -178.333, con otros atolones de las islas hawaianas del noroeste. Los atolones más meridionales del mundo están Elizabeth Reef en 29°57′25″S 159°4′32″E / -29.95694, 159.07556, y cerca Middleton el arrecife en 29°27′28″S 159°7′7″E / -29.45778, 159.11861, en el mar de Tasmania, ambos forman parte del Territorio de las Islas del Mar del Coral. El siguiente atolón del sur es la isla Ducie en la islas Pitcairn, en 25°04′00″S 130°06′00″O / -25.06667, -130.10000. Bermudas a veces es identificada como «el atolón más septentrional» en una latitud de 32°20′00″N 64°45′00″O / 32.33333, -64.75000. En esta latitud tan elevada no se desarrollarían estos arrecifes de coral de no ser por las aguas cálidas de la corriente del Golfo. Sin embargo, Bermudas es llamado un pseudoatolón porque aunque su forma general se parece a la de un atolón, tiene un modo muy diferente de formación. Y lo mismo podríamos decir de los Cayos de la Florida y, sobre todo, de las Bahamas, que viene siendo una especie de combinación entre atolones y arrecifes barrera. Mientras no hay ningún atolón directamente sobre el Ecuador, el atolón más cercano al Ecuador es Aranuka de Kiribati, con su extremo sur a solamente de 12 km del Ecuador.
En términos de área total (la laguna más el arrecife), los atolones más grandes se hallan en las Maldivas, como el atolón Huvadhoo, con un área de 2670 km²; el área de Thiladhunmathi y atolones Miladhunmadulu (dos nombres, pero una única estructura) es aún más grande en 3680 km². Otro atolón destacable es el arrecife Lihou en el mar del Coral, con una laguna de 2500 km², y el atolón Ontong Javanés. Sin embargo, la estructura más grande del mundo es el Gran Banco de Chagos en el océano Índico, sumergido en su mayor parte, la parte de las islas Chagos, con un área de aproximadamente 13 000 km². Kwajalein en las islas Marshall, que a veces es catalogado como el atolón más grande del mundo (el más grande en el océano Pacífico), mide solo 846 km². Los grandes atolones se encuentran también en el archipiélago Tuamotu, el más grande es Rangiroa, con una laguna de 1018 km².
En la mayoría de los casos, la porción de tierra de un atolón es muy pequeña en comparación con el área total. El atolón más grande del mundo en términos  «de la porción de tierra» (la tierra «permanentemente» encima del nivel de mar) es Kiritimati (321.37 km² de tierra; según otras fuentes 575 km²), 160 km² laguna principal, 168 km² otras lagunas (según otras fuentes 319 km² tamaño de laguna total). Los restos de un atolón antiguo en forma de colina en una zona de caliza se conoce como otero de arrecife.

## Lista de Atolones
Aquí una lista de varios atolones relevantes:
- Bora Bora, Polinesia Francesa
- Mururoa, Polinesia Francesa
- Atolón Palmira, Estados Unidos
- Atolón Wallis, Wallis y Futuna
- Atolón Midway, Estados Unidos
- Atolón Bikini, Islas Marshall

## Galería de imágenes de atolones
Nota: los atolones Cosmoledo y Astove forman parte del grupo Aldabra de las islas Seychelles.

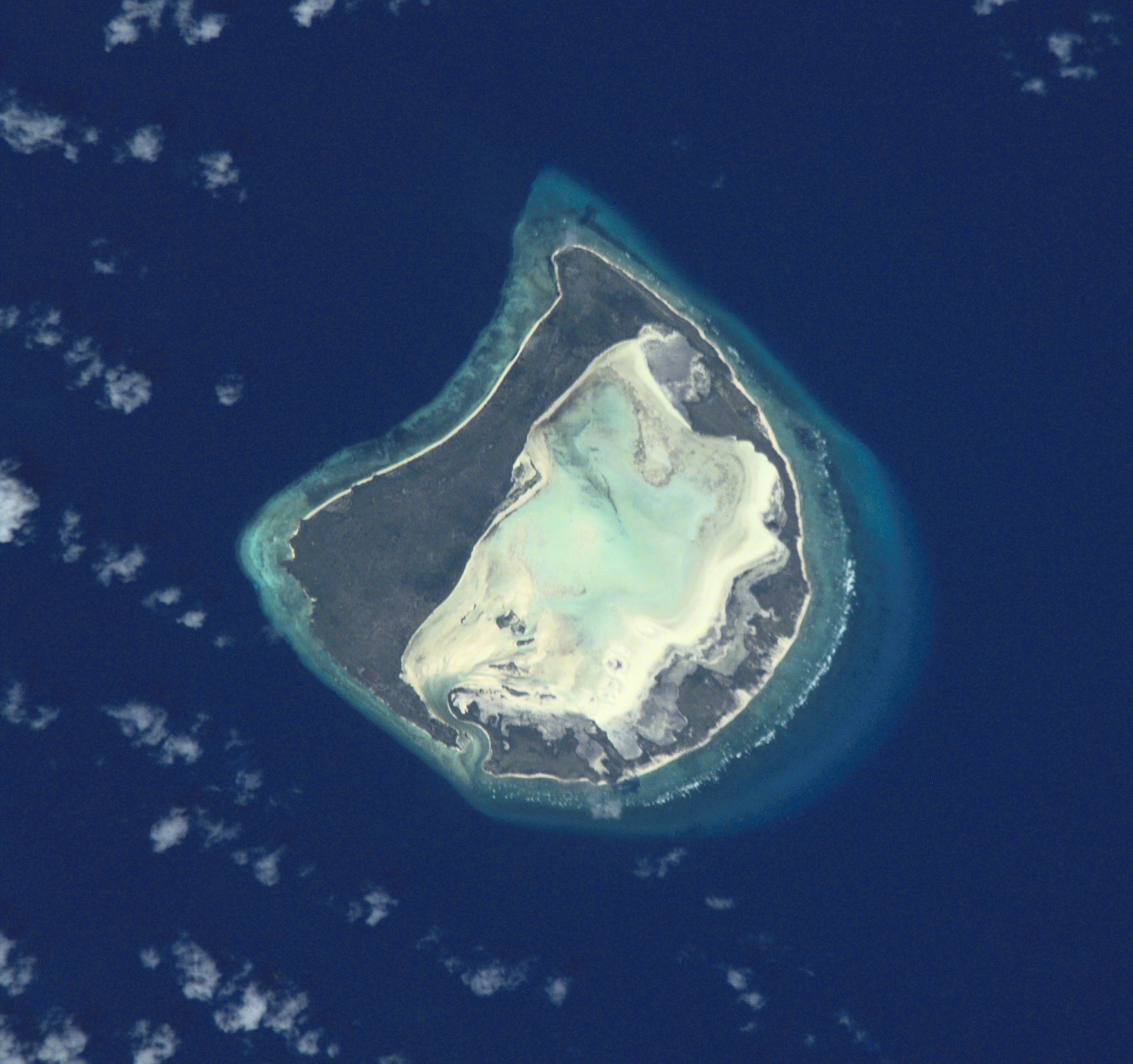
Atolón Astove
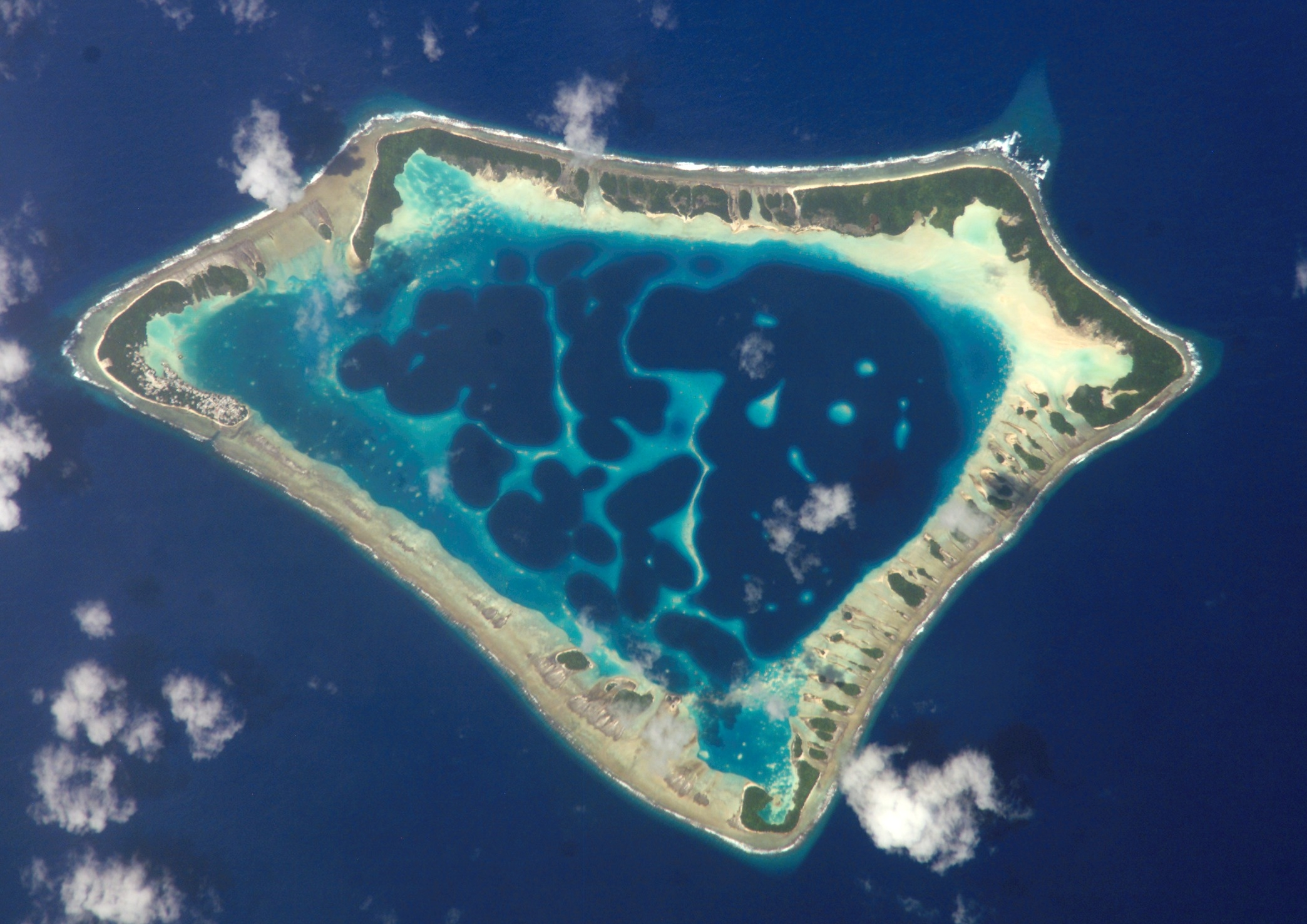
Atolón Atafu
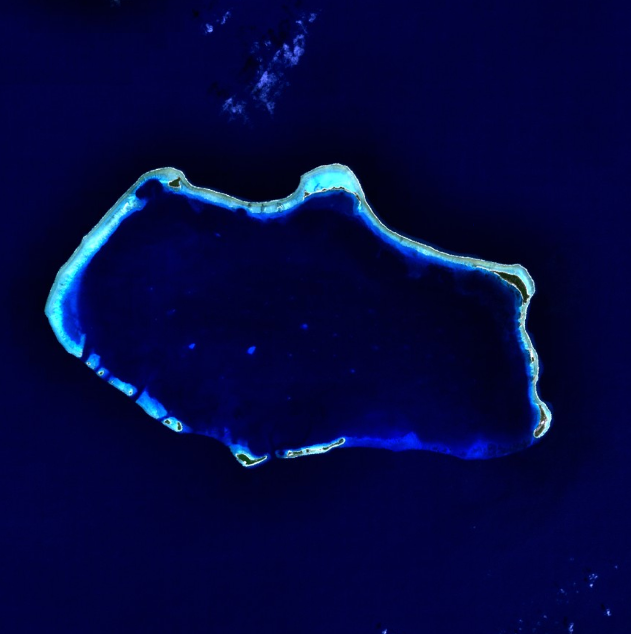
Atolón Bikini
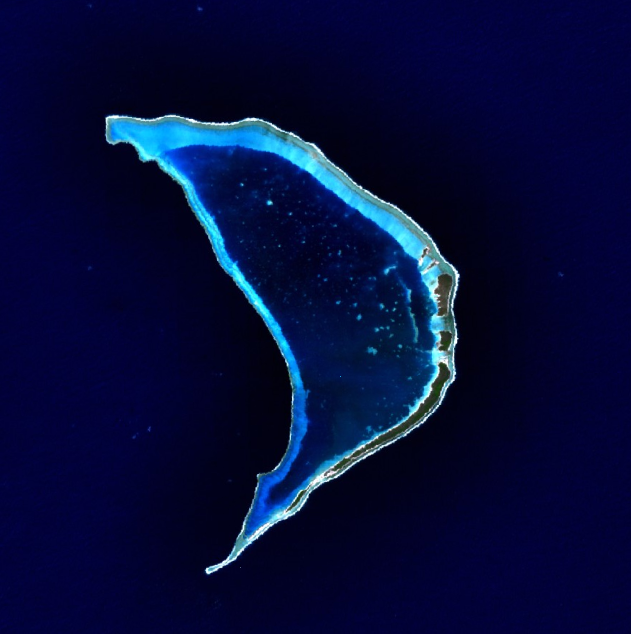
Atolón Bokak
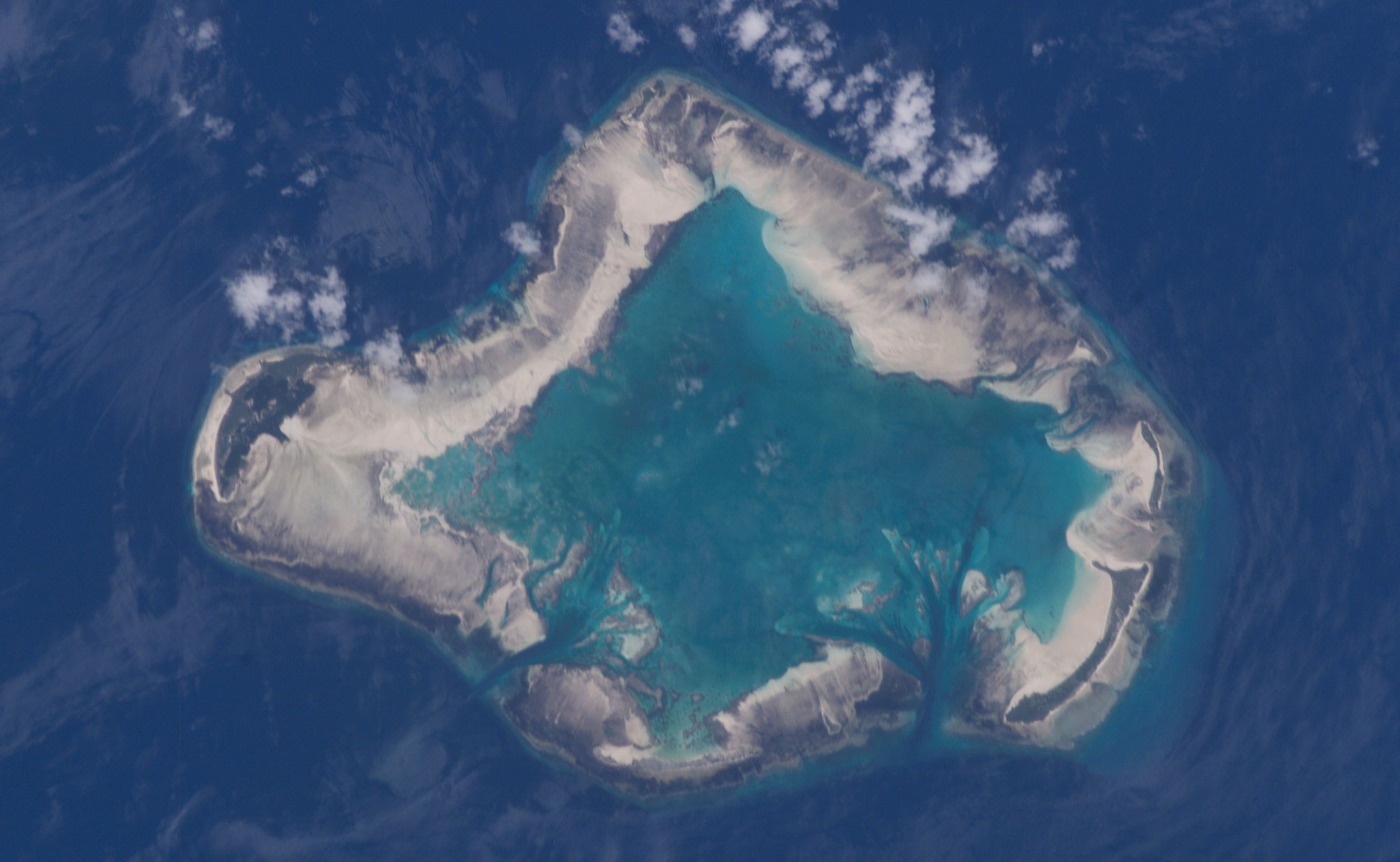
Atolón Cosmoledo
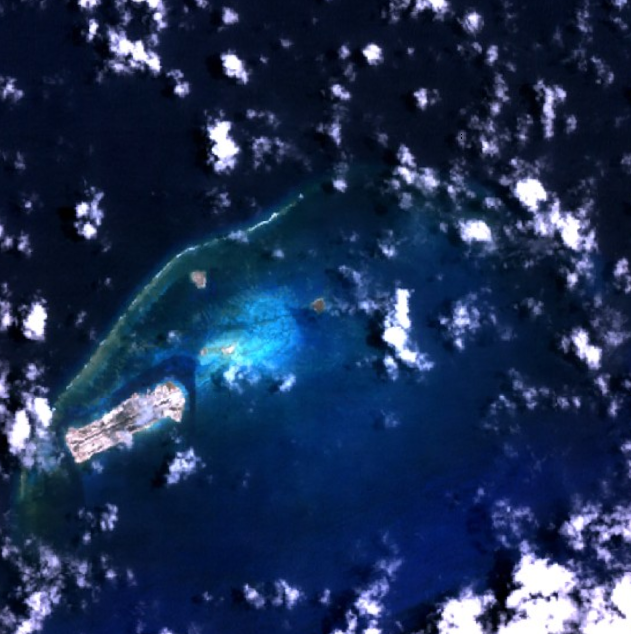
Atolón Johnston
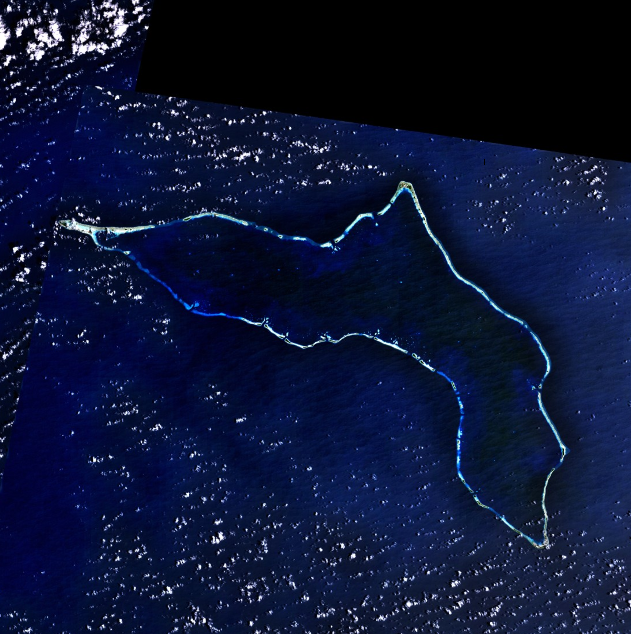
Atolón Kwajalein
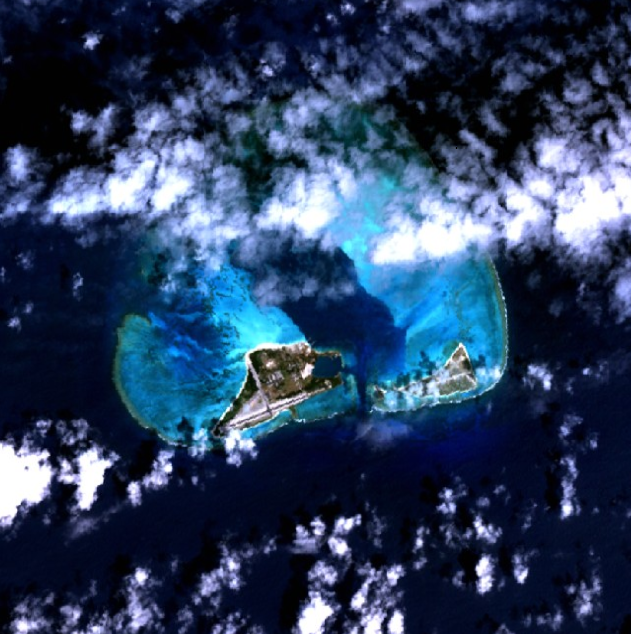
Atolón Midway
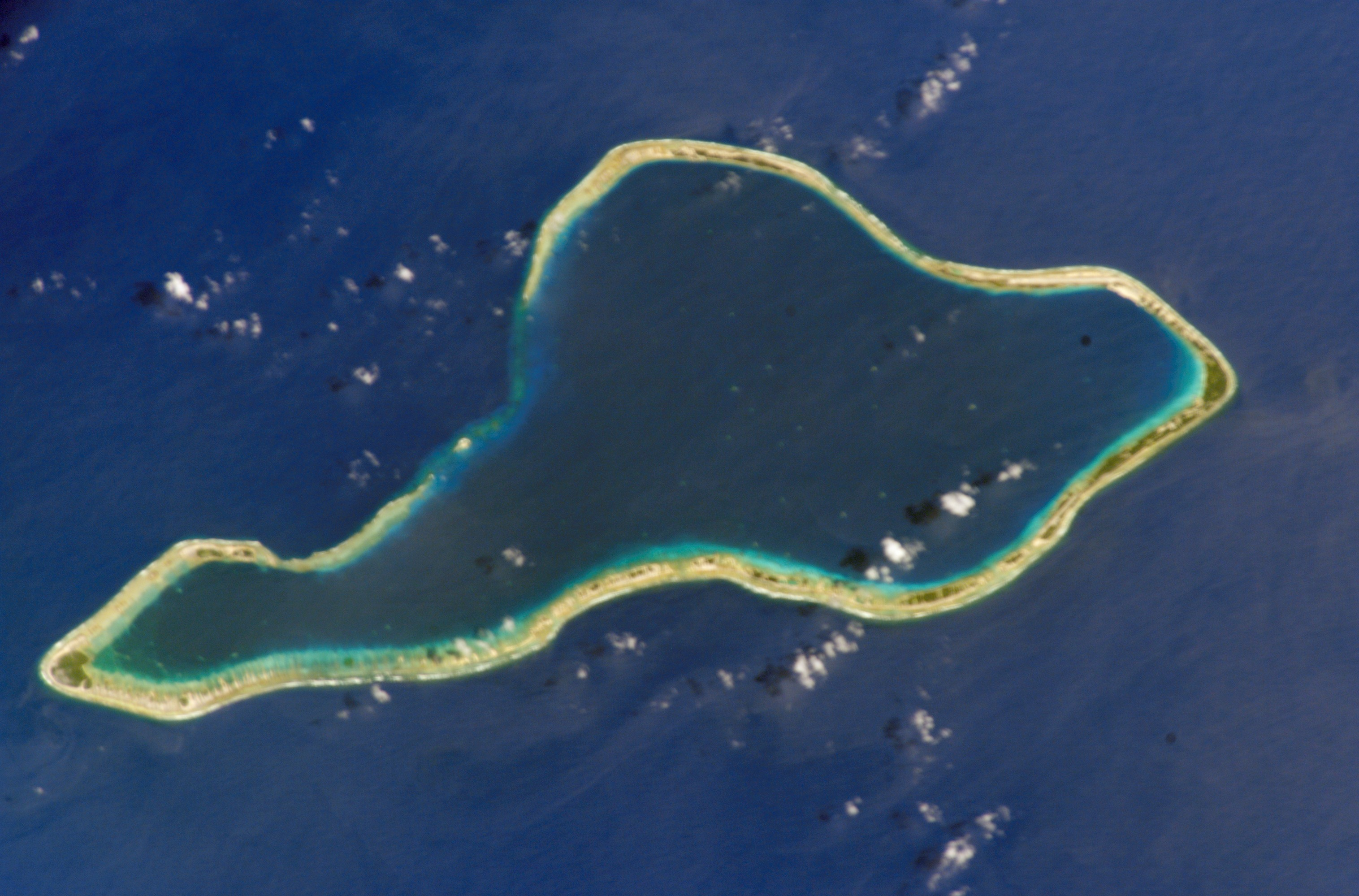
Atolón Moruroa
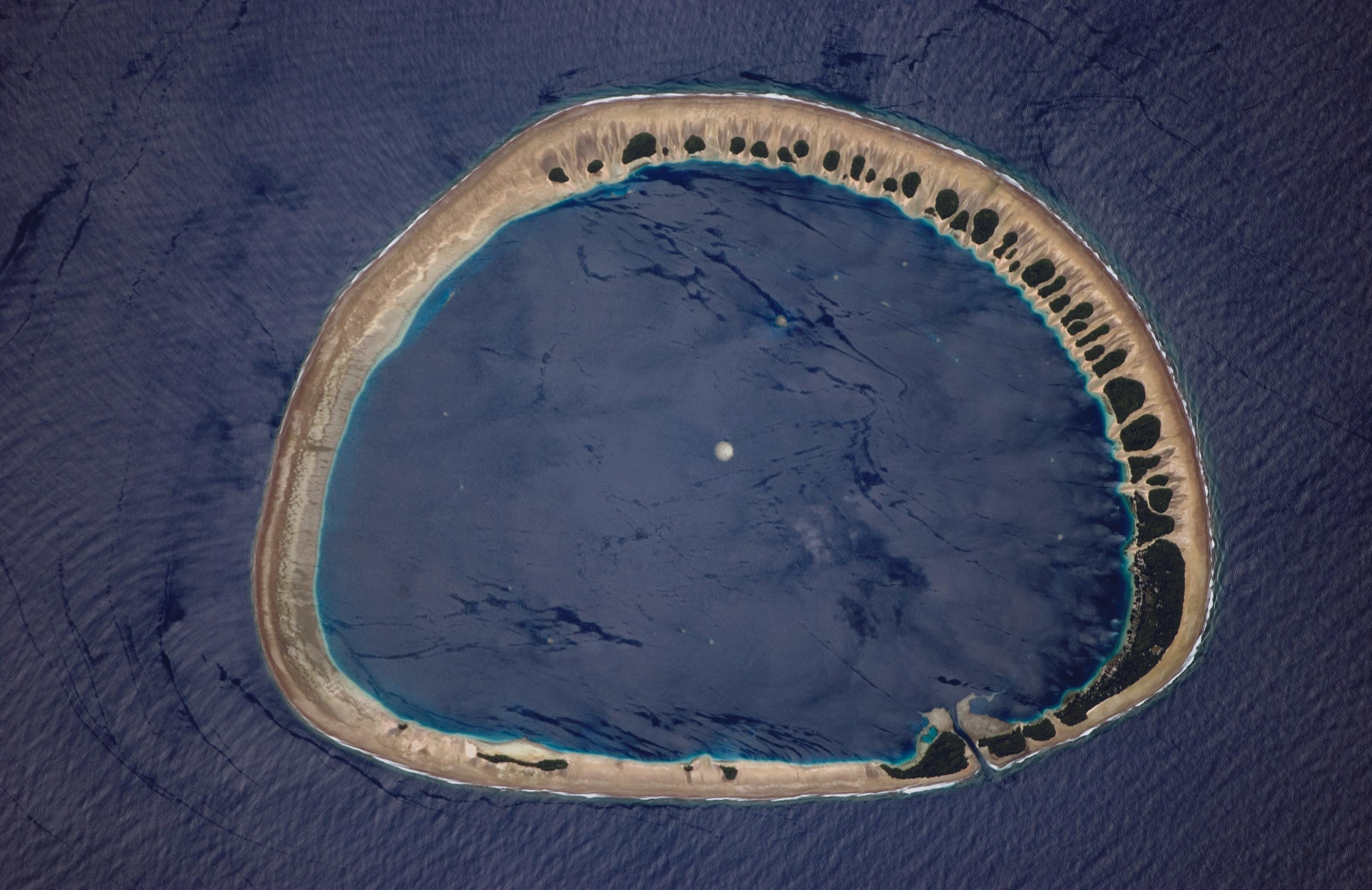
Atolón Nukuoro
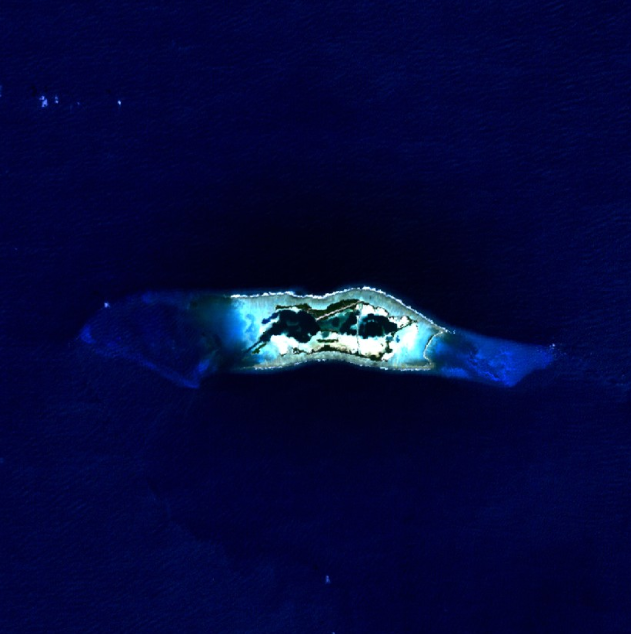
Atolón Palmira
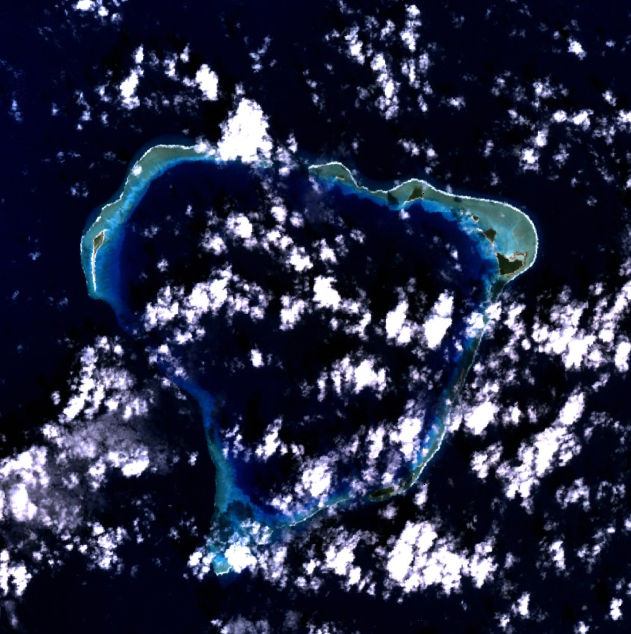
Atolón Rongrik
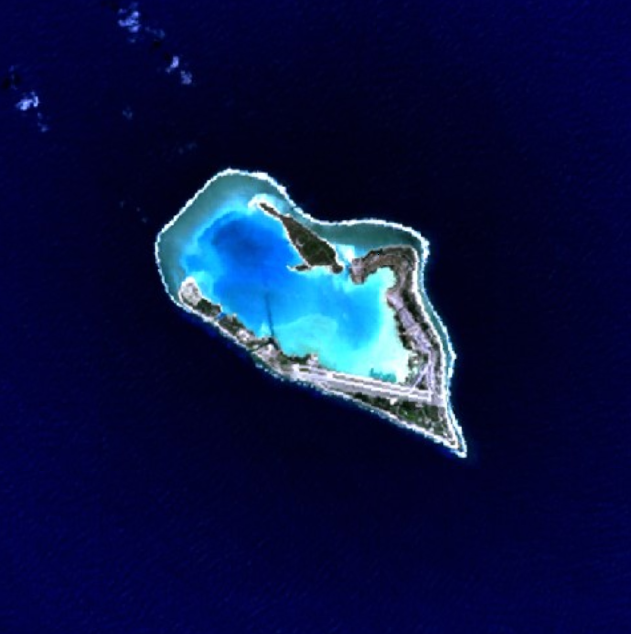
Atolón Wake
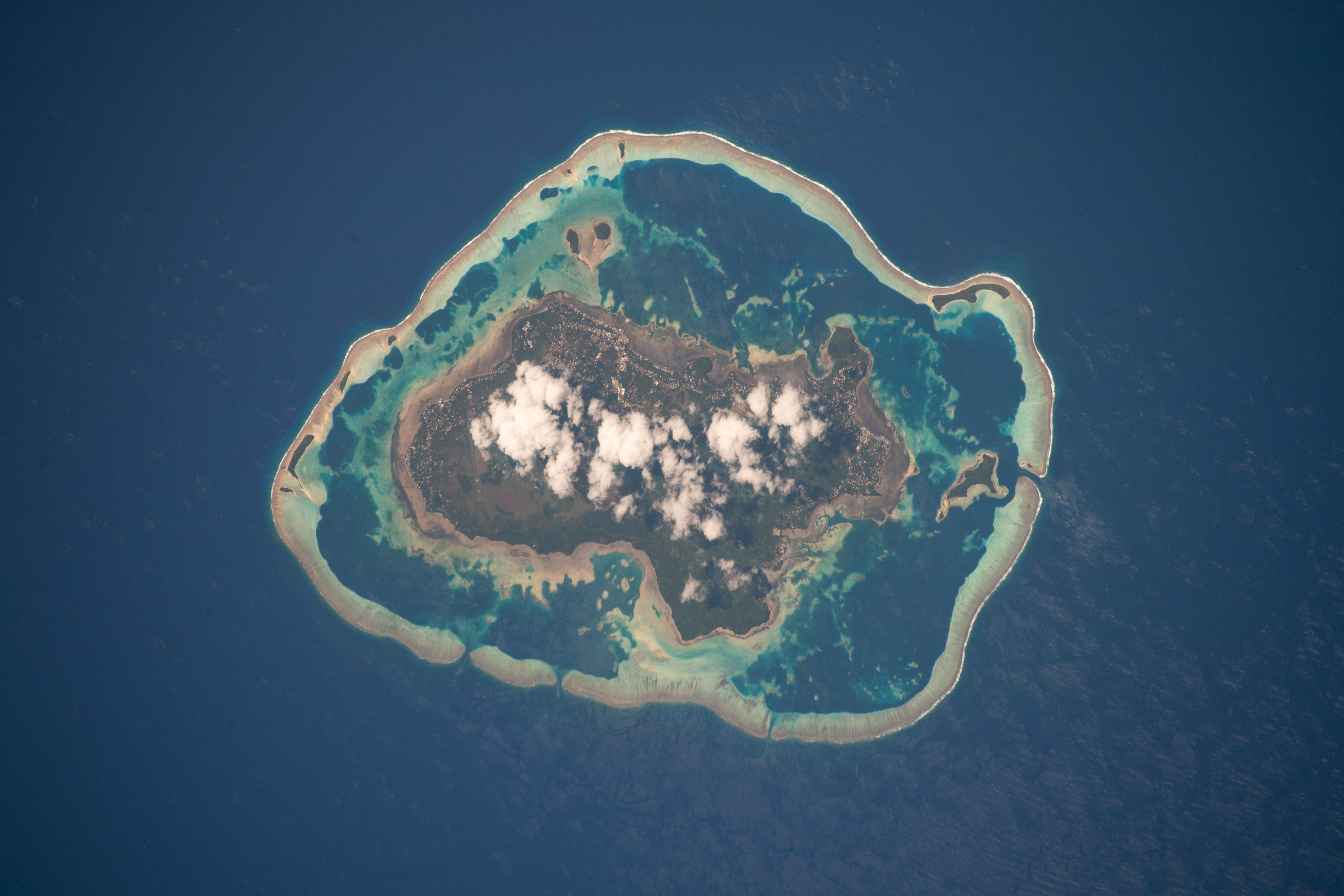
Isla / Atolón Wallis
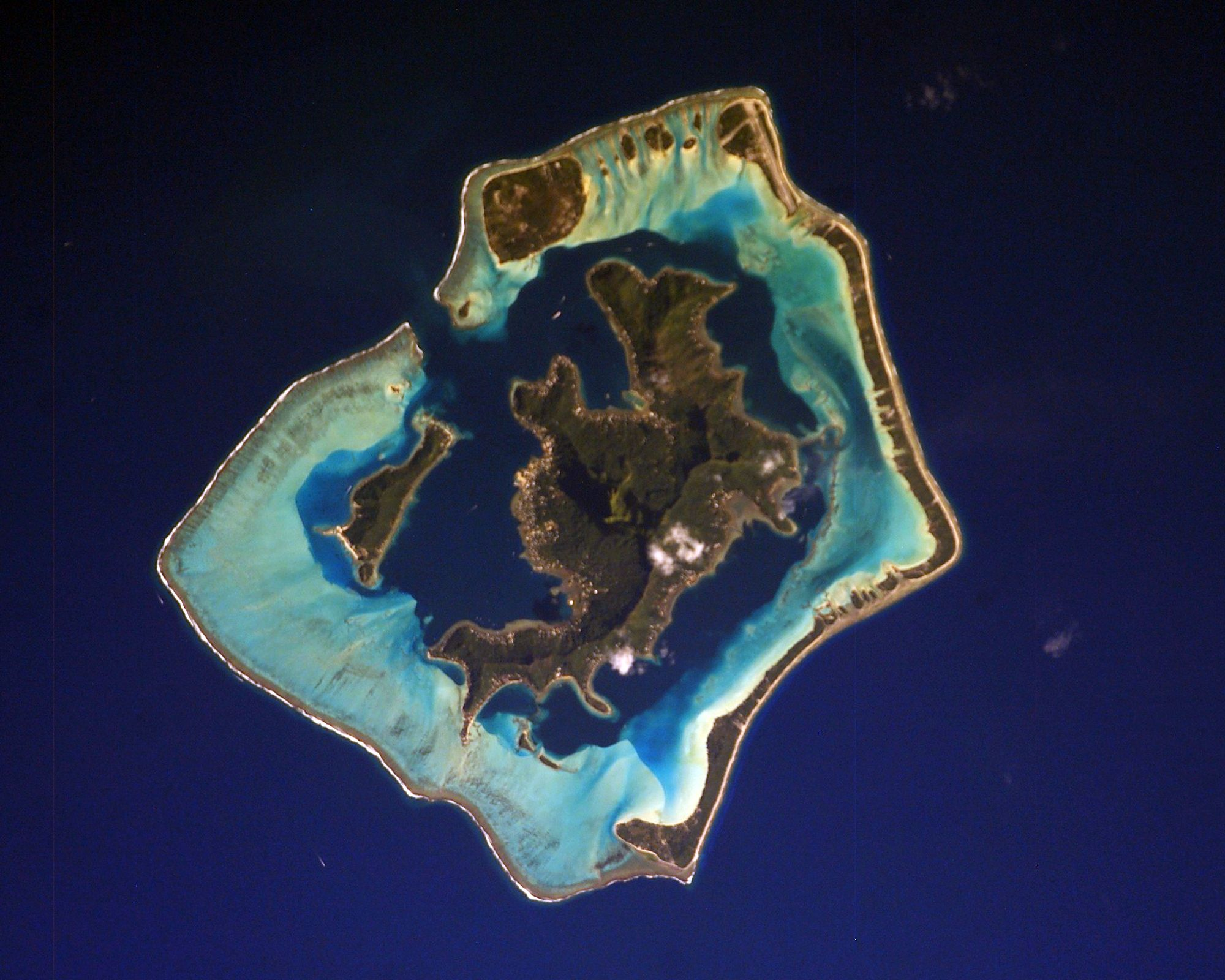
Isla / Atolón Bora Bora

## Investigación de la Royal Society of London

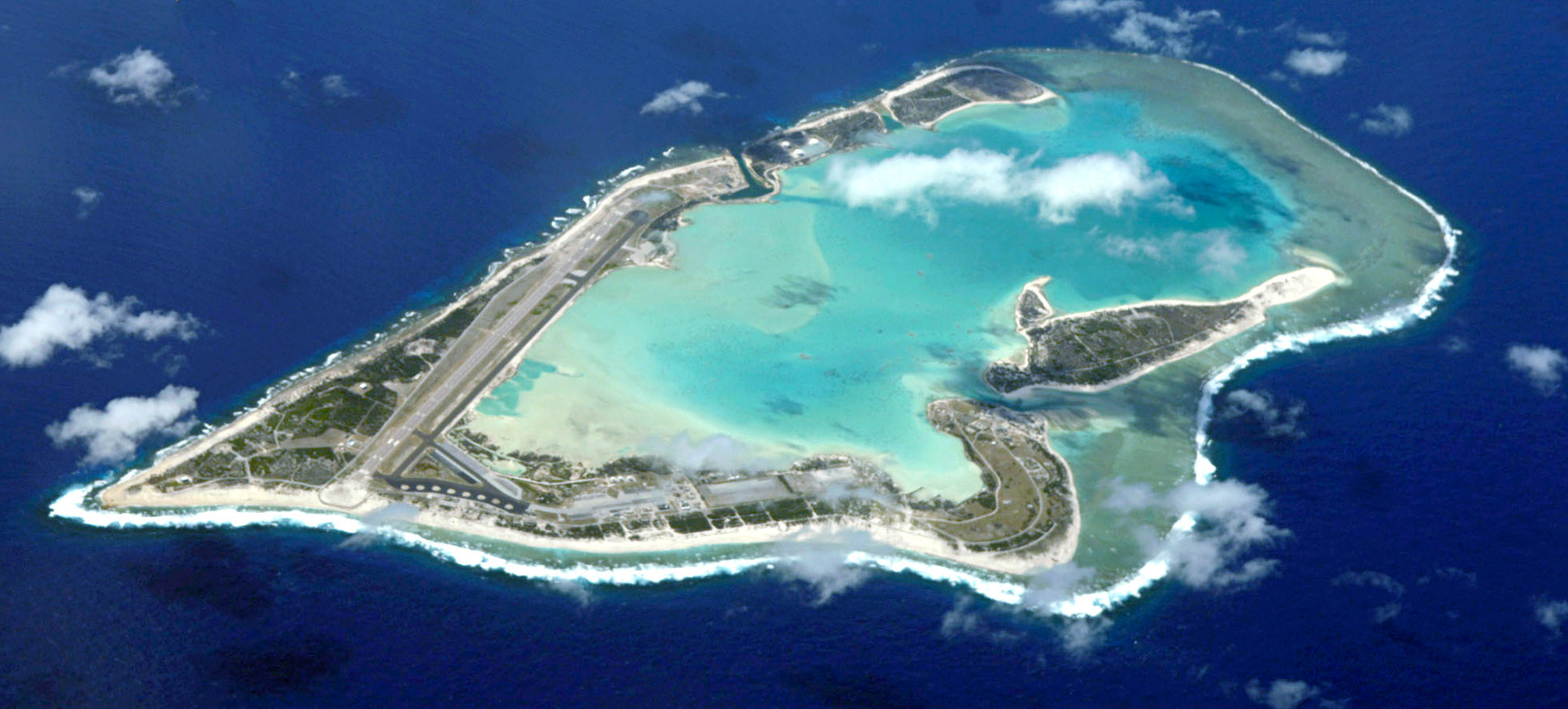
Descripción aérea del atolón Isla Wake, parte del Monumento Nacional Marino de las Islas Remotas del Pacífico

En 1896, 1897 y 1898, la Royal Society of London llevó a cabo perforaciones en el atolón de Funafuti en Tuvalu con el propósito de investigar la formación de arrecifes de coral. Querían determinar si se podían encontrar rastros de organismos de aguas poco profundas en las profundidades del coral de los atolones del Pacífico. Esta investigación siguió al trabajo sobre la estructura y distribución de los arrecifes de coral realizado por Charles Darwin en el Pacífico.
La primera expedición en 1896 fue dirigida por el profesor William Johnson Sollas de la Universidad de Oxford. Los geólogos incluyeron Walter George Woolnough y Edgeworth David de la Universidad de Sídney. El profesor Edgeworth David dirigió la expedición en 1897. La tercera expedición en 1898 fue dirigida por Alfred Edmund Finckh.

## Monumentos nacionales de Estados Unidos
El 6 de enero de 2009, el presidente de los Estados Unidos George W. Bush anunció la creación del Monumento Nacional Marino de las Islas Remotas del Pacífico, que abarca varias islas y atolones bajo la jurisdicción de los Estados Unidos.